# Delphine Maréchal
Pour les personnes de même nom de famille, voir Maréchal.
Delphine Maréchal est une nageuse synchronisée française née le 21 septembre 1972 à Lyon .

## Biographie
Aux Championnats du monde de natation 1994, aux Jeux olympiques d'été de 1996 à Atlanta ainsi qu'aux Championnats du monde de natation 1998, elle obtient la cinquième place par équipes,.
Aux Championnats d'Europe de natation 1991, aux Championnats d'Europe de natation 1993 ainsi qu'aux Championnats d'Europe de natation 1997, elle est médaillée d'argent par équipes.